# Catalán light
Catalán light (en catalán: català light) es un término que se remonta como mínimo a 1986, año de publicación de Verinosa llengua, de Ferran Toutain y Xavier Pericay, que abogaban por un "catalán que ahora se habla", siguiendo el estilo de los movimiento encabezados por Rusiñol un siglo atrás, alejándose de las formas más genuinas y poco usadas por la masa catalanohablante. De esta forma se quería promover el uso social del catalán aunque fuera al precio de perder la genuidad de la lengua.
Parece que el término apareció en un artículo de Joan Barril en El Mundo de 1990, en que denominaba català light lo que reivindicaban Pericay y Toutain, y català heavy el de los autores que les criticaban.
La expresión se utiliza para criticar este catalán demasiado descuidado para el registro utilizado, por ejemplo, el de la Corporación Catalana de Radio y Televisión según algunos críticos.